# ژاپن در المپیک تابستانی ۲۰۰۴
ژاپن در بازی‌های المپیک تابستانی ۲۰۰۴ که در شهر آتن یونان برگزار شد، کاروان ژاپن با ۳۰۶ ورزشکار در این رقابت‌ها شرکت کرد و موفق به کسب ۳۷ مدال (۱۶ طلا، ۹ نقره، ۱۲ برنز) شد. در جدول رتبه‌بندی توزیع مدال‌ها، ژاپن در ردهٔ ۵ مسابقات قرار گرفت.